# 淡路町

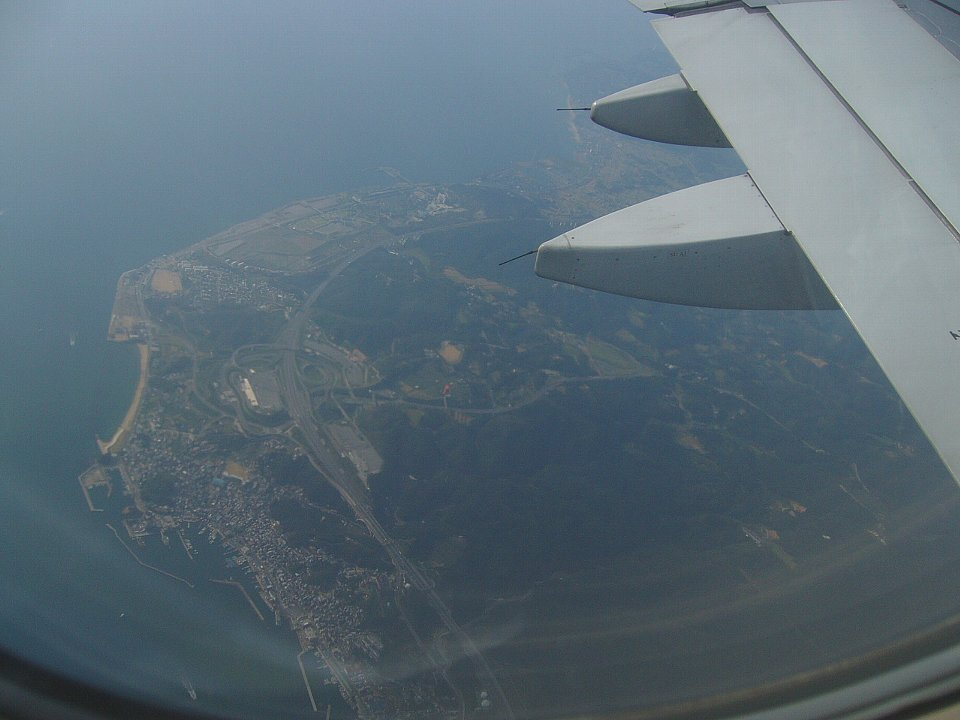
上空から岩屋港・淡路ICを望む

淡路町（あわじちょう）は、兵庫県の南部、瀬戸内海に浮かぶ淡路島北端にかつて存在した町。津名郡に属していた。

## 地理

### 隣接していた自治体（行政区）
- 津名郡：北淡町、東浦町
- 明石海峡を挟んで神戸市（垂水区）、明石市

## 歴史
- 1956年（昭和31年）4月1日 - 津名郡岩屋町・仮屋町・浦村・釜口村が合併して淡路町が発足。
- 1961年（昭和36年）6月19日 - 町役場を大字岩屋に設置する町議会の議決に住民が反対していた大字下田・河内・白山・浦・谷・中持および仮屋・久留麻・楠本・釜口の各一部が分立して東浦町が発足。本町は概ね旧・岩屋町の区域となるが、仮屋・久留麻・楠本・釜口の分町反対派の世帯が残留し、東浦町内に飛地として散在する事態となる。
- 2005年（平成17年）4月1日 - 一宮町・津名町・東浦町・北淡町と合併して淡路市が発足。同日淡路町廃止。

## 行政
- 町長：今津 浩（いまづ ひろし 2004年/平成16年3月21日から）

## 経済

### 産業

#### 漁業
- 岩屋漁港

## 地域

### 教育
町内に高等学校はない。多くは対岸の明石市や神戸市の高校に通っている。

#### 中学校
- 淡路町立岩屋中学校

#### 小学校
- 淡路町立石屋小学校

## 交通

### 鉄道
町内に鉄道路線無し

### 道路
- 高速道路
  - 神戸淡路鳴門自動車道 淡路IC
- 国道
  - 国道28号
- 都道府県道
  - 兵庫県道31号福良江井岩屋線
  - 兵庫県道157号佐野仁井岩屋線

### 船舶
- 岩屋港
  - 淡路ジェノバライン
  - 明石淡路フェリー

### 道の駅
- 道の駅あわじ

## 名所・旧跡・観光スポット・祭事・催事
- 明石海峡
- 松帆崎
- 松帆の浦

## 出身有名人
- 小高正宏（重量挙げ選手）
- 石浜豊蔵（実業家）
- 八尾善四郎（実業家）
- 渡哲也（俳優）
- 渡瀬恒彦（俳優）